# Kurmangazy Sagyrbayuly
Kurmangazy Sagyrbayuly- in kazako Құрманғазы Сағырбайұлы, in russo Курмангазы Сагырбайулы? - (Bökej Orda, 1818 – Astrachan', 1889) è stato un compositore kazako.
Fu inoltre un virtuoso di dombra, uno strumento a corde simile a un lungo liuto tipico della musica dell'Asia centrale. La sua opera ebbe un profondo impatto sullo sviluppo della cultura musicale kazaka. Testimone della sollevazione popolare contro il colonialismo russo, per le sue critiche venne rinchiuso in carcere a Orenburg. Dopo la morte incominciò a essere venerato come santo e il suo mausoleo a Astrachan' è ancora oggi tra i luoghi più visitati della regione.

## Biografia

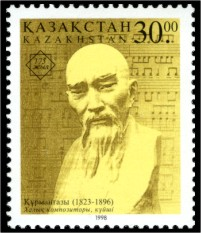
Il francobollo da 30 tenge che commemora il 175º anniversario di Kurmangazy.

La vita di Kurmangazy è stata molto movimentata. Fu un testimone oculare della sollevazione popolare delle orde Bukey (1836-1837), sotto la guida Isatay Taymanuly e Makhambet Otemisuly. Le musiche e le canzoni di Kurmangazy si diffusero rapidamente tra la popolazione e ne accesero gli animi. Per le sue insubordinazioni alle autorità e i suoi atteggiamenti ribelli Kurmangazy fu sottoposto a vessazioni e arresti e fu costretto a vivere a lungo lontano dal proprio paese.
Kurmangazy era a conoscenza della cultura e della letteratura progressista russa che ha sintetizzato nella propria musica kazaka.
Una giornalista e poetessa contemporanea a Kurmangazy scrisse: "Sagyrbayuly è un'anima musicale rara, e se avesse ricevuto una formazione europea, sarebbe stato nel mondo musicale, una stella di prima grandezza ...".
La sua importanza nella creazione di una cultura nazionale kazaka è ancora oggi testimoniata da un gran numero di onori attribuiti. Oltre all'orchestra a lui dedicata, dal 1967 fino alla disgregazione, il premio di stato della Repubblica socialista sovietica kazaka era a lui intitolato. Inoltre nel 1993 la sua effigie venne scelta per comparire sulle banconote da 5 tenge, mentre nel 1998 per il suo 175º anniversario venne commemorato sul francobollo da 30 tenge. Nel 1997 venne eretto un mausoleo sul luogo della sua sepoltura e nel 2008 gli venne dedicata una statua equestre nel centro di Astrachan'.

## Le opere

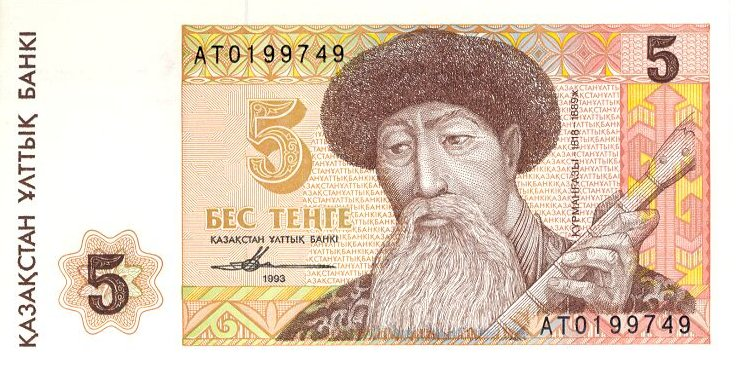
Banconota da 5 tenge recante l'effigie di Kurmangazy.

Le sue opere musicali si ispirano alla storia del popolo kazako, alle feste popolari, alle riflessioni sulla vita, alle steppe desolate e alle personali disgrazie dell'autore.
Per lungo tempo le melodie di Kurmangazy sono state tramandate attraverso performance dal vivo. Dal 1934, anno della sua fondazione, uno dei principali custodi e divulgatori della sua musica è la Kurmangazy Orchestra, specializzata nell'esecuzione e diffusione della musica kazaka.
Di Kurmangazy sono conservati circa 60 kyui, ovvero composizioni strumentali. L'apice musicale lo raggiunge con il brano Sary-Arka ("La steppa vasta") che, con tono brillante, traccia un quadro delle sconfinate distese della steppa kazaka. Un'altra composizione interessante è Kishkentay (ovvero "piccolo", "minore") che pare sia stata ispirata dalla rivolta di Isatay Taymanuly, che era appunto il minore tra i propri suoi fratelli. Nel brano si alternano la riflessione epica con il tema drammatico della battaglia.